# TOKYO GRAFFITI
『TOKYO GRAFFITI』（トーキョーグラフィティ）は、井上三太による日本の漫画作品。『週刊ヤングジャンプ』（集英社）にて連載された。2000年から2003年まで『週刊ヤングジャンプ』にて、2006年から2007年まで『ヤングジャンプ増刊 漫革』（集英社）にて不定期連載されていた。2003年に単行本1巻、2007年に2巻が発売され、ストーリーは完結した。物語の世界は「TOKYO TRIBE」シリーズと同じ、「トーキョー」。主人公の森永裸武（モリナガ ラヴ）は「TOKYO TRIBE2」にも登場する「ムサシノSARU」のメンバーである。

## あらすじ
トーキョーに住む高校生森永裸武（モリナガ ラヴ）は昼間は冴えない高校生、夜は街に繰り出しグラフィティを描くグラフィティライターという2つの顔を持っていた。若者の尊敬を集めながらも正体不明のグラフィティライターとしてカリスマ的な人気を誇っている裸武だったが、その正体を知ってしまった一人の女子高生がいた。同じ高校に通い、たまたま友達の応募によって雑誌のグラビアグランプリに輝いた桃子（モモコ）である。桃子は芸能界入りに悩み、裸武にその悩みを相談する内に次第に裸武に惹かれていく。

## 関連作品
- TOKYO TRIBE
- TOKYO TRIBE2
- TOKYO TRIBE2 SpinOff!
- TOKYO TRIBE3
- TOKYO BURGER
- TOKYO DRIVE
- BORN2DIE